# Numerus Brittonum Aurelianensium
Der Numerus Brittonum Aurelianensium (deutsch Numerus der Briten vom Vicus Aurelianus) war eine römische Auxiliareinheit. Sie ist durch Inschriften und Ziegelstempel belegt.
Die Sollstärke der Einheit lag vermutlich bei 160 Mann, bestehend aus zwei Centurien mit jeweils 80 Mann. Bei ihnen dürfte es sich vermutlich ausschließlich um Fußsoldaten gehandelt haben.

## Namensbestandteile
- Brittonum: der Briten. Die Soldaten des Numerus wurden bei Aufstellung der Einheit in der Provinz Britannia rekrutiert.[A 2]

- Aurelianensium: vom (oder beim) Vicus Aurelianus. Der Zusatz bezieht sich auf den unter Mark Aurel gegründeten Vicus Aurelianus, der zwischen dem Kastell Öhringen-West und dem Kastell Öhringen-Ost lag.[1][2]

## Geschichte
Die Briten kamen wohl um 100 n. Chr. nach Germania superior, möglicherweise auch schon unter Domitian (81–96). Vermutlich wurden die aus ihnen gebildeten Numeri am Neckar-Odenwald-Limes für Überwachungsaufgaben verwendet, um die hier bereits stationierten Auxiliareinheiten zu entlasten.
Der Numerus ist erstmals durch zwei Inschriften (CIL 13, 6542, CIL 13, 6543) belegt, die in Öhringen gefunden wurden und die auf 175/177 datiert sind. Die Einheit entstand vermutlich unter Mark Aurel zwischen 165 und 177, möglicherweise durch die Zusammenlegung der beiden vorher in Öhringen belegten Einheiten, des Numerus Brittonum Murrensium und des Numerus Brittonum Cal[], zum Numerus Brittonum Aurelianensium.
Der letzte Nachweis des Numerus beruht auf der Inschrift (CIL 11, 3104), die auf die erste Hälfte des 3. Jhd. datiert wird.

## Standorte
Standorte des Numerus in Germania superior waren möglicherweise:
- Kastell Öhringen-Ost: Die Inschriften (CIL 13, 6542, CIL 13, 6543) sowie Ziegel mit den Stempeln B AUR und AURE (CIL 13, 12497) wurden hier gefunden.

## Angehörige des Numerus
Folgende Angehörige des Numerus sind bekannt:
- [], ein Praepositus (CIL 11, 3104)
- Gaius Valerius Titus, ein Centurio einer (unbekannten) Legion